# 中国驻阿拉木图总领事馆
中华人民共和国驻阿拉木图总领事馆，简称中国驻阿拉木图总领事馆，是中华人民共和国派驻哈萨克斯坦阿拉木图的最高级别外交机构，位于阿拉木图市巴伊塔索夫大街12号（12, Baitasov Str. Almaty）。领区包括阿拉木图市、奇姆肯特市、阿拉木图州、杰特苏州、东哈萨克斯坦州、阿拜州、图尔克斯坦州和江布尔州。

## 机构设置
中国驻阿拉木图总领事馆设置下列机构：
- 政治新闻处
- 交流合作处
- 领事侨务处
- 办公室